# Dawn And Hoopy The Bear
『Dawn And Hoopy The Bear』（ドーン・アンド・フーピー・ザ・ベア）は、アメリカ合衆国で発売されたコミック。テレビドラマ『バフィー 〜恋する十字架〜』のコミック版で、2003年の3月26日に発売された。その後、グラフィックノベルの『Buffy the Vampire Slayer Omnibus Volume 1』に収録された。

## 内容
舞台はロサンゼルス。バフィーの妹ドーンは少年マシューに、熊のぬいぐるみをプレゼントされる。ドーンはこの熊のぬいぐるみにフーピーと名をつけ、ままごとなどして遊ぶ。だがこのフーピーには呪いがかけられており、いじめっ子などドーンの敵を次々と暗殺していく。

## 登場人物
ドーン・サマーズ
本編の主人公
バフィー・アン・サマーズ
ドーンの姉。バンパイア・スレイヤー。この物語では端役。
ジョイス・サマーズ
ドーンの母
ハンク・サマーズ
ドーンの父
フーピー
ぬいぐるみ
マシュー
悪魔を崇拝する魔法使いの少年。